# Vates foliata
Vates foliata es una especie de mantis de la familia Mantidae.

## Distribución geográfica
Se encuentra en la Guayana Francesa.